# Grada (arquitectura)

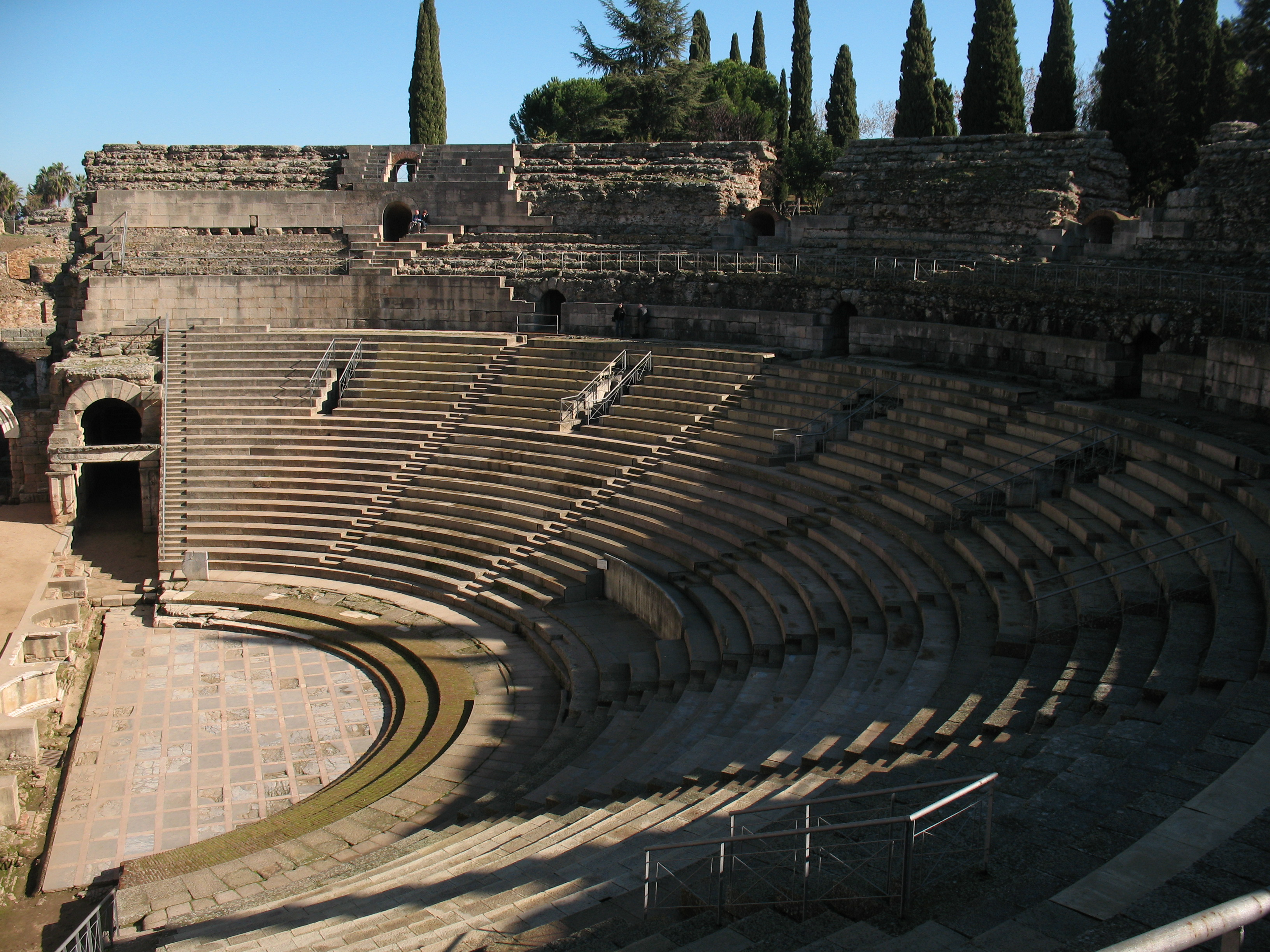
Grada de teatro romano (Mérida).

El término grada se suele utilizar para denominar un peldaño o conjunto de estos, situados en las entradas o fachadas de edificios.
También se utiliza para los escalones corridos que se sitúen en este tipo de emplazamientos y para
los conjuntos de asientos, también llamados graderíos de los estadios o lugares de reunión como teatros, anfiteatros docentes y lugares públicos.